# Courtney Sims
Pour les articles homonymes, voir Sims.
Courtney Sims (né le 21 octobre 1983, à Roslindale, Boston, Massachusetts) est un joueur américain de basket-ball. Il évolue au poste de pivot.

## Carrière
Il joua brièvement en NBA avec les Pacers de l'Indiana en 2007-2008. Non drafté, il signe un contrat non garanti avec les Pacers, mais il ne joue que deux matchs avec eux avant d'être remercié le 4 décembre 2007. Il est de nouveau resigné le 12 décembre et de nouveau remercié une semaine plus tard. Après trois matchs il ne marqua aucun point, il prit 1 rebond fit 1 passe et 2 fautes personnelles en 11 minutes de jeu.
Le 25 février 2008, il est recruté par l'équipe de NBA Development League des Energy de l'Iowa Il intègre les rangs des Hornets de La Nouvelle-Orléans lors de la présaison 2008-2009. Mais il ne sera pas conservé et retourne chez les Energy de l'Iowa. 
Le 20 janvier 2009, les Suns de Phoenix le recrutent pour un contrat de dix jours. Sims signe un nouveau contrat avec eux le 14 février, mais il n'est pas reconduit à l'issue de ce contrat. Il est finalement récompensé du titre de MVP de la NBA Development League. La même saison il est nommé co-MVP du All-Star Game de la NBA Development League avec Blake Ahearn.
En avril 2010, il intègre le club belge des Spirou de Charleroi.